# أميبا (نظام تشغيل)
أميبا (بالإنجليزية: Amoeba)‏ هو نظام تشغيل نويّي موزع مفتوح المصدر طوّره أندرو تانينباوم وآخرون من جامعة Vrije Universiteit.
يهدف المشروع إلى إقامة نظام تشارك زمني يجعل شبكة كاملة من الحواسيب تبدو للمستخدم الفرد وكأنه جهاز واحد. يبدو أن تطوير المشروع قد تأخر إذ أن آخر تحديث في ملفات الإصدار 5.3 تم في 21 أبريل 2001.
يمكن تشغيل أميبا على أكثر من منصة منها SPARC, i386, i486, 68030, Sun 3/50 and Sun 3/60.
يستخدم النظام البروتوكول الشبكي FLIP .
تم تطوير لغة بايثون من أجل هذا النظام.

## وصلات خارجية
- الصفحة الرئيسية لنظام تشغيل أميبا